# Robert Tobin
Robert John Tobin, detto Rob (20 dicembre 1983), è un velocista britannico.

## Palmarès
| Anno                                  | Manifestazione          | Sede       | Evento      | Risultato  | Prestazione | Note |
| ------------------------------------- | ----------------------- | ---------- | ----------- | ---------- | ----------- | ---- |
| In rappresentanza della Gran Bretagna |                         |            |             |            |             |      |
| 2005                                  | Mondiali                | Helsinki   | 4x400 m     | 4º         | 2'58"82     |      |
| 2006                                  | Europei                 | Göteborg   | 4x400 m     | Argento    | 3'01"63     |      |
| 2007                                  | Europei indoor          | Birmingham | 400 m piani | Bronzo     | 46"15       |      |
| 2007                                  | Europei indoor          | Birmingham | 4×400 m     | Oro        | 3'07"04     |      |
| 2007                                  | Mondiali                | Osaka      | 4x400 m     | 6º         | 3'02"94     |      |
| 2008                                  | Mondiali indoor         | Valencia   | 4×400 m     | 5º         | 3'09"21     |      |
| 2008                                  | Giochi olimpici         | Pechino    | 4×400 m     | Bronzo     | 2'58"81     |      |
| 2009                                  | Mondiali                | Berlino    | 400 m piani | Semifinale | 45"90       |      |
| 2009                                  | Mondiali                | Berlino    | 4×400 m     | Argento    | 3'00"53     |      |
| 2010                                  | Europei                 | Barcellona | 4×400 m     | Argento    | 3'02"25     |      |
| 2012                                  | Europei                 | Helsinki   | 4×400 m     | Argento    | 3'01"56     |      |
| In rappresentanza dell' Inghilterra   |                         |            |             |            |             |      |
| 2010                                  | Giochi del Commonwealth | Delhi      | 4x400 m     | Bronzo     | 3'03"97     |      |

## Altre competizioni internazionali
2008
- Coppa Europa di atletica leggera ( Annecy)